# Pakt trzech

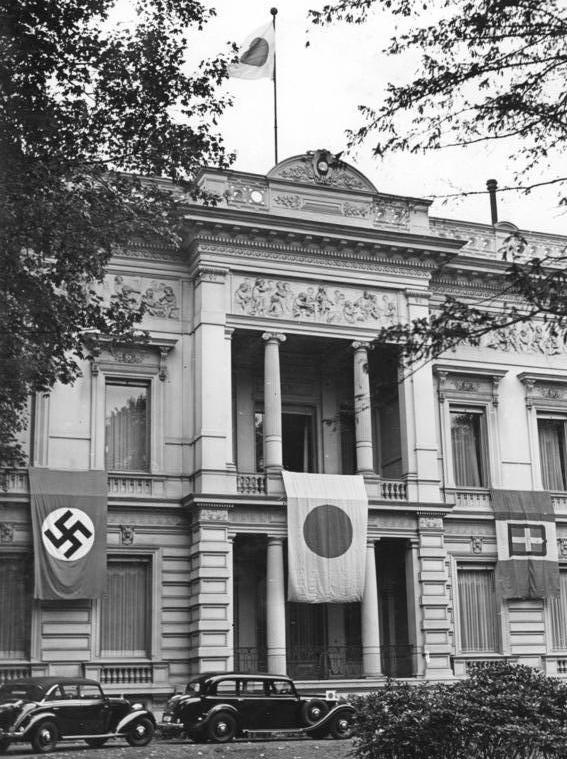
Ambasada Japonii w Berlinie po podpisaniu Paktu trzech, koniec września 1940. Widoczne flagi III Rzeszy, Włoch oraz Japonii

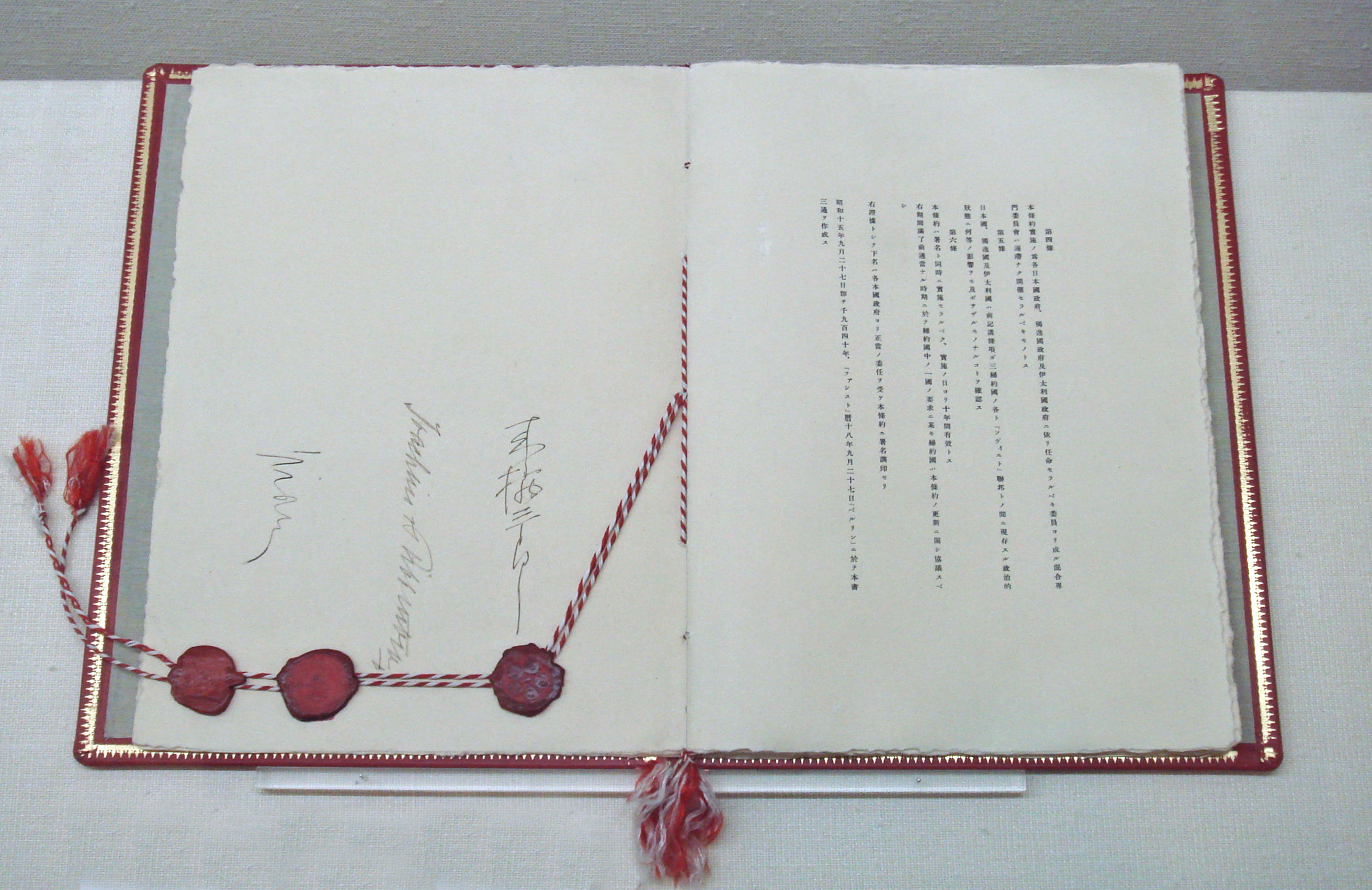
Japońska wersja paktu trzech

Pakt trzech, pakt trójstronny, pakt berliński – porozumienie podpisane przez rządy Niemiec, Włoch i Japonii 27 września 1940 roku w Berlinie, w trakcie II wojny światowej. Miał na celu sformalizowanie współpracy tych trzech państw, był sojuszem obronnym.

## Historia
Niemcy już w połowie 1939 roku podjęły starania o wciągnięcie do niemiecko-włoskiego układu wojskowego również Japonii. Starania nie przyniosły jednak efektu i powrócono do nich pod koniec lata 1940. 9 września 1940 odbyły się w Tokio rozmowy niemiecko-japońskie, a 18 września w Rzymie niemiecko-włoskie. Gdy 1 września 1939 Niemcy zaatakowały Polskę, Włochy nie były jeszcze gotowe do działań wojennych. 19 sierpnia 1939 została zawarta radziecko-niemiecka umowa handlowa. Zawarty 23 sierpnia 1939 przez Niemcy i ZSRR pakt Ribbentrop-Mołotow zdawał się łamać wcześniejsze porozumienia Niemiec z Japonią, która w tym czasie toczyła walki graniczne z ZSRR. 11 lutego 1940 została podpisana kolejna radziecko-niemiecka umowa handlowa.
Z upływem czasu wydarzenia wojenne kształtowały nowe sojusze wojenne i bloki polityczne. Trzon bloku państw dążących do zburzenia dotychczasowych stosunków politycznych oraz układów stanowiły Niemcy, Włochy i Japonia, jednak państwa te miały różne interesy. Występowały między nimi duże sprzeczności i kraje te traktowały się z wielką nieufnością. Trzecia Rzesza zaskakiwała Włochów i Japończyków różnymi decyzjami, bez konsultacji z nimi. Włosi i Japończycy próbowali uniezależnić się od rosnącej przewagi Niemców i również nie uprzedzali o swoich decyzjach. Układ wszedł w życie po podpisaniu i miał obowiązywać dziesięć lat. Sygnatariusze paktu trzech planowali dążyć do:

...stworzenia i utrzymania nowego porządku

oraz

promowania wzajemnej pomyślności i bogactwa swoich narodów.

Intencją sygnatariuszy było również powstrzymanie Stanów Zjednoczonych przed przystąpieniem do wojny, dlatego strony zobowiązały się do wszelkiej wzajemnej pomocy w przypadku ataku na którekolwiek z nich państwa nieuczestniczącego w wojnie, zaznaczając że nie chodzi o ZSRR. Było to ostrzeżenie dla USA, aby pozostały neutralne, inaczej będzie je czekać wojna na dwa fronty. Pakt gwarantował również zawarty sojusz niemiecko-radziecki. Po zawarciu paktu Ribbentrop-Mołotow Adolf Hitler zarządził całkowitą repatriację licznej mniejszości niemieckiej z Besarabii (Heim ins Reich). Dzięki porozumieniu Niemcy uzyskali możliwość swobodnego opuszczania terenów okupowanych przez ZSRR.
Pakt trzech był rozszerzeniem podpisanego 22 maja 1939 przez Niemcy i Włochy paktu stalowego. Sygnatariuszami paktu byli ministrowie spraw zagranicznych: Joachim von Ribbentrop – Niemcy, Galeazzo Ciano – Włochy oraz Yōsuke Matsuoka – Japonia. Przy podpisywaniu paktu obecny był również Hitler. Porozumienie określiło wzajemne zobowiązania militarne stron, a w szczególności zasady udzielania pomocy sojusznikom prowadzącym wojnę z innymi państwami. Pakt określił podział stref wpływów. Strefą wpływów Niemiec i Włoch, ze szczególnym uwzględnieniem tych pierwszych, pozostawała Europa, a Japonii – Azja Południowo-Wschodnia (Wielka Wschodnioazjatycka Strefa Wspólnego Dobrobytu). Trzy mocarstwa podzieliły świat między siebie, nie licząc się z innymi państwami i Ligą Narodów.
Populacja Japonii w 1940 roku wynosiła około 72 mln osób. Już od lipca 1937 Japonia prowadziła wojnę na Pacyfiku i liczyła, że przymierze z europejskimi potęgami faszystowskimi wzmocni jej pozycję wobec USA. Ponadto zamierzała zająć kolonie holenderskie i kolonie francuskie na Dalekim Wschodzie, a 25 czerwca 1940 zakończyła się kampania francuska, w której Niemcy pokonały Holandię i Francję. Podczas rokowań między Niemcami i Japonią zostało zawartych kilka tajnych porozumień, w których określono zasady podziału wzajemnych wpływów na morzach południowych. Niemcy od początku zastrzegały, że skutek ich dominacji nad Francją i Holandią miał zostać zastosowany również wobec ich kolonii. Ponadto Niemcy chcieli odzyskać kolonie na Pacyfiku, utracone w wyniku I wojny światowej.

Na mocy odrębnego układu trójstronnego miały zostać utworzone trzy komisje (do spraw ogólnych, ekonomicznych i wojskowych) zajmujące się uzgadnianiem polityki trzech państw-sygnatariuszy, koordynowaniem współpracy gospodarczej i określaniem reguł prowadzenia wojny.

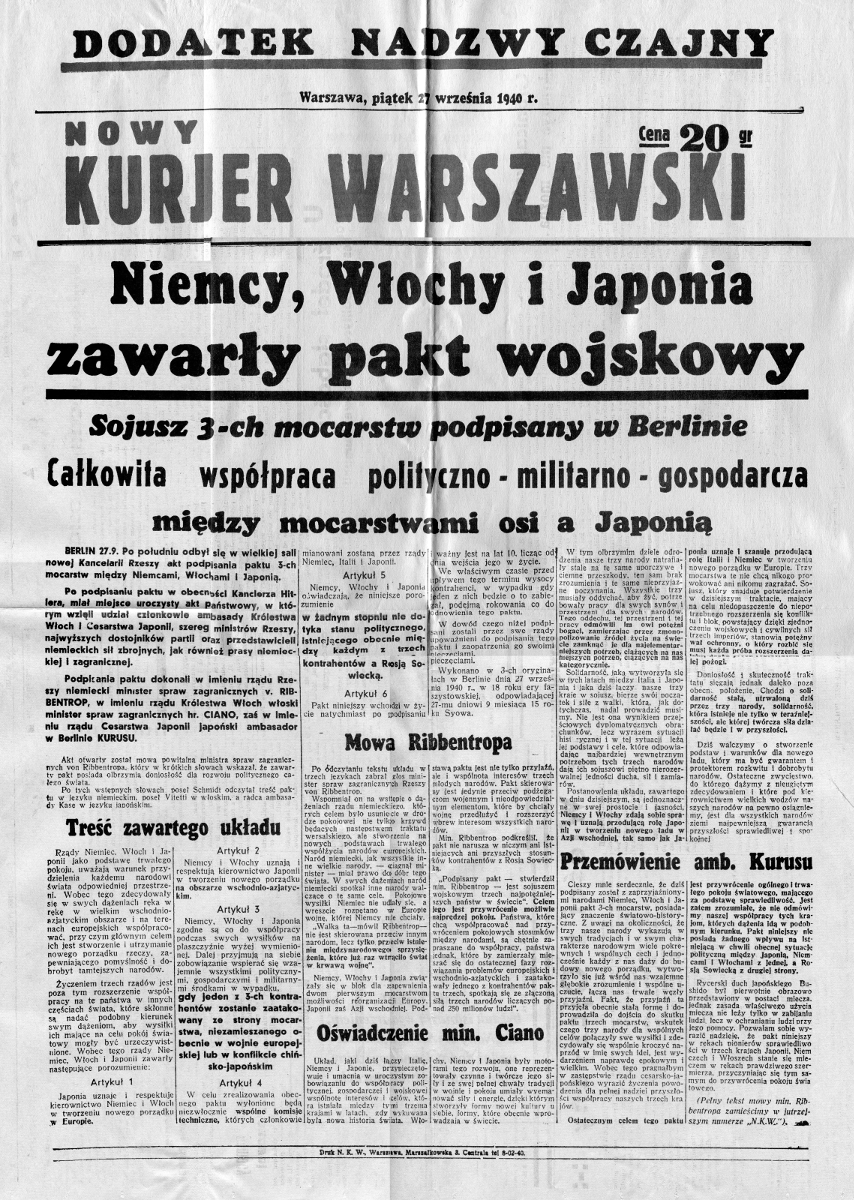
Pierwsza strona dodatku nadzwyczajnego Nowego Kuriera Warszawskiego z 27 września 1940, z treścią paktu

Do paktu przystąpili również europejscy sojusznicy Niemiec:
- 20 listopada 1940 – Królestwo Węgier[2], podpisany w Wiedniu[11],

Trzy miesiące wcześniej Węgry odzyskały Siedmiogród dzięki drugiemu arbitrażowi wiedeńskiemu Adolfa Hitlera i Benita Mussoliniego, dlatego rząd węgierski przystał na naciski Hitlera.
- 23 listopada 1940 – Królestwo Rumunii[2], podpisany w Berlinie[11],

Rumunia chciała zabezpieczyć się przed możliwym atakiem ZSRR i zajęciem rumuńskich pól naftowych. Ponadto proniemiecki conducator Ion Antonescu zamierzał odebrać Rosjanom Besarabię i Bukowinę północną (26 czerwca 1940 Kreml zażądał oddania tych ziem, rząd rumuński zgodził się i wojska sowieckie zajęły je 28 czerwca 1940); poprosił Hitlera o wsparcie wojskowe, niemieckie siły przybyły do Rumunii jako „wojskowi doradcy”. Radziecki przywódca Józef Stalin był niezadowolony z coraz powszechniejszej obecności niemieckiej na Bałkanach, przede wszystkim w Rumunii, ponieważ sam zamierzał dokonywać ekspansji w tym kierunku.
- 24 listopada 1940 – Republika Słowacka[2],
- 1 marca 1941 – Carstwo Bułgarii[2].

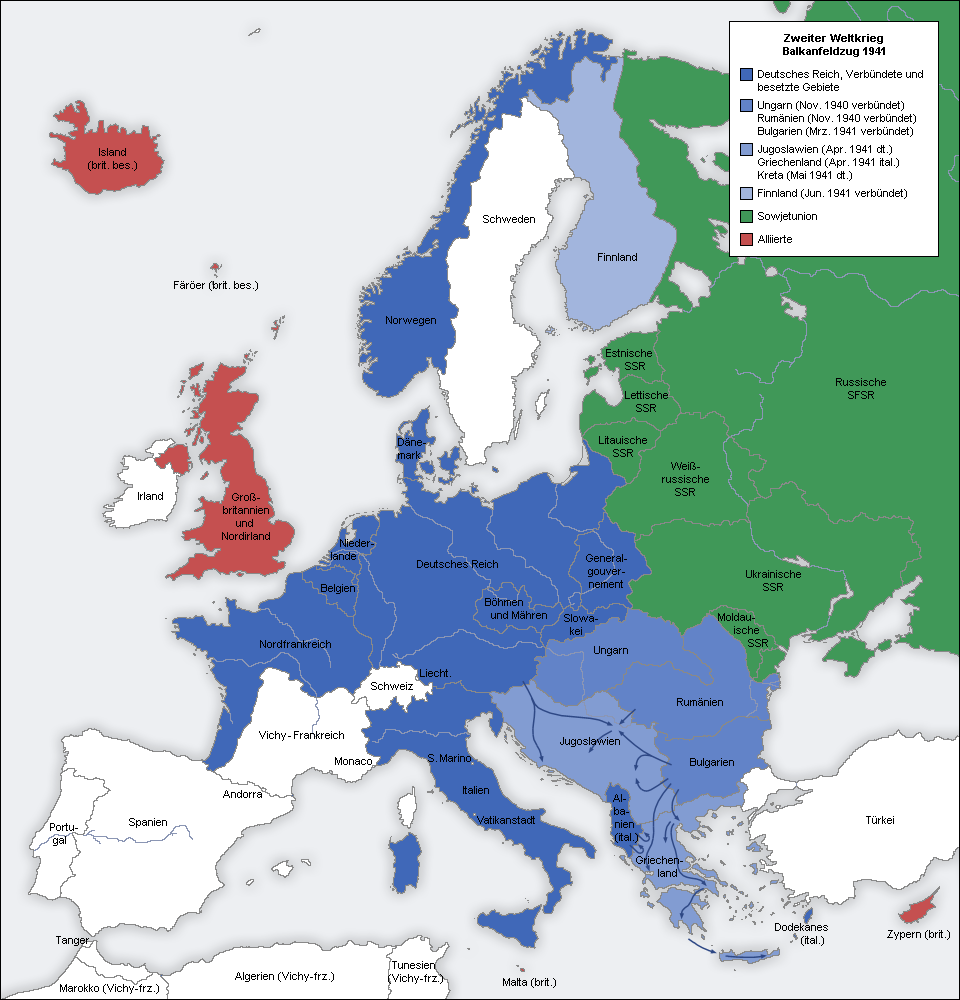
Europa w 1941 roku

Hitler obiecał bułgarskiemu królowi zwrot wszystkich ziem, które Bułgaria straciła na rzecz swych sąsiadów. Rząd Bułgarii już 8 lutego 1941 zdecydował się przystąpić do paktu, jednak obawiając się reakcji Stalina postanowił odłożyć ten akt do chwili, gdy Bułgaria zostanie wzmocniona wojskami niemieckimi, co nastąpiło 28 lutego 1941 (przybyło 30 000 niemieckich żołnierzy w cywilnych ubraniach).
- 25 marca 1941 – rząd Królestwa Jugosławii podpisał w Wiedniu protokół o przystąpieniu do paktu (w zagrożeniu napaścią radziecką, pod naciskami Niemiec i obietnicą otrzymania Salonik, zabranych Królestwu Grecji[2]). Spowodowało to masowe protesty oraz przewrót wojskowy w nocy 26/27 marca, pod przewodnictwem gen. Dušana Simovicia[15]. Było to jakby serbskie powstanie przeciwko rządowi, sprowokowane i sfinansowane przez Brytyjczyków. Nowy rząd jugosłowiański miał nadzieję zachować neutralność[16]. 27 marca 1941 Jugosławia wystąpiła z paktu. Niemcy uznali nowy rząd za antyniemiecki i włączyli Jugosławię do planu Marita (inwazji na Grecję). 6 kwietnia 1941 Niemcy zaatakowały Jugosławię,
- 15 kwietnia 1941 – Niepodległe Państwo Chorwackie (po ogłoszeniu 10 kwietnia niepodległości)[17].

Po opanowaniu przez Niemców Bałkanów zagrożona poczuła się sąsiadująca Turcja. 18 czerwca 1941 został podpisany niemiecko-turecki pakt o nieagresji, a Turcja znalazła się w strefie wpływów niemieckich.

### Pakt trzech a ZSRR

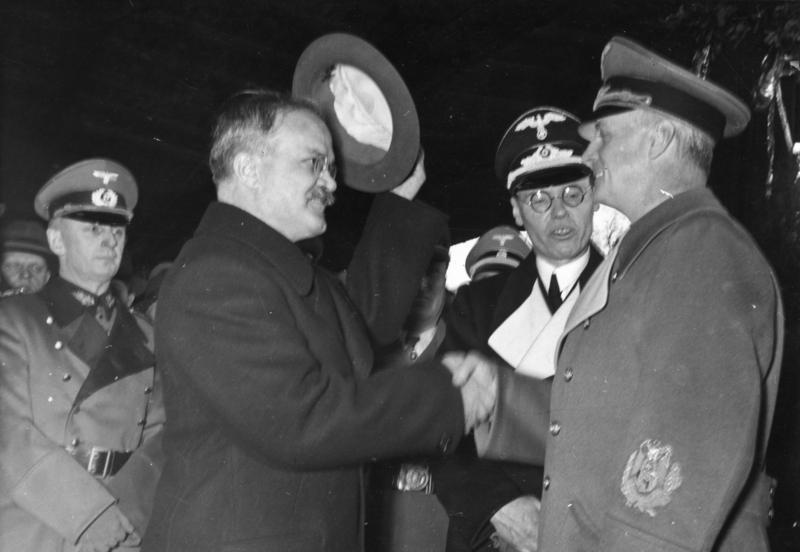
Wiaczesław Mołotow i Joachim von Ribbentrop podczas spotkania w Berlinie, listopad 1940

Niemcy zamierzali wciągnąć do paktu jeszcze Związek Radziecki. W lipcu 1940, po niespodziewanie łatwym zwycięstwie nad Francją (Fall Gelb), Hitler podjął decyzję zaatakowania ZSRR. Pakt trzech w art. 5 zaznaczał, iż nie wpływa on na stosunki z ZSRR żadnej ze stron. 12 listopada 1940 do Berlina przyjechał minister spraw zagranicznych ZSRR – Wiaczesław Mołotow, jeden z najbardziej zaufanych ludzi Stalina, który otrzymał propozycję przystąpienia do paktu i ekspansji ZSRR w kierunku Królestwa Iraku, Cesarstwa Iranu i Indii Brytyjskich oraz zmiany konwencji z Montreux z 1936 roku, aby radzieckie okręty mogły swobodnie przepływać przez cieśniny czarnomorskie. Z kolei Mołotow chciał opuszczenia przez oddziały niemieckie Rumunii, zgody na zawarcie układu radziecko-bułgarskiego o wzajemnej pomocy oraz założenie radzieckiej bazy morskiej w tureckich Dardanelach. Kwestią sporną była Finlandia, którą oba kraje chciały mieć w swojej strefie wpływów (1 października 1940 został zawarty niemiecko-fiński układ gospodarczy i wojskowy). Tereny w rejonie Zatoki Perskiej miały zostać uznane za znajdujące się w radzieckiej strefie wpływów, co równałoby się z przejęciem kontroli nad arabskimi polami naftowymi. Ponadto Japonia miała zrzec się pretensji do północnego Sachalinu, wyspy z bogatymi złożami węgla i ropy naftowej. Dwudniowe rozmowy Hitlera i Ribbentropa z Mołotowem zakończyły się całkowitym fiaskiem. Mołotow nie przyjmował sugestii skierowania roszczeń terytorialnych ZSRR w stronę Oceanu Indyjskiego, zdecydowanie będąc zainteresowanym Morzem Bałtyckim i Bałkanami. Niemcy nie chcieli zgodzić się na żądania Mołotowa, a dodatkowo zaostrzała się wzajemna rywalizacja obu krajów, zwłaszcza na Bałkanach. Już 25 listopada 1940 Sowieci przekazali niemieckiemu ambasadorowi w Moskwie warunki zawarcia porozumienia: wycofanie oddziałów niemieckich z Finlandii, zagwarantowanie baz w Turcji, uznanie Bułgarii za znajdującą się w strefie wpływów radzieckich, zgoda na ekspansję w Zatoce Perskiej i zrzeczenie się przez Japonię południowego Sachalinu (zajętego przez Japonię po wygranej wojnie rosyjsko-japońskiej w 1905 roku). Hitler potraktował rozmowy z Mołotowem jako test potwierdzający słuszność jego zamiaru uderzenia na ZSRR. Przekonał się, że jego decyzja była właściwa, ponieważ Sowieci nie zrezygnują z wpływów w Europie Środkowowschodniej. Na tym zakończyły się negocjacje w sprawie koalicji. Niemcy nie odpowiedzieli na sowiecką notę, pomimo że Rosjanie wielokrotnie im o tym przypominali. Pozornie jednak wzajemne stosunki były bardzo dobre, a 18 grudnia 1940 Hitler podpisał tajną dyrektywę nr 21 planu Barbarossa – ataku na ZSRR, który rozpoczął się 22 czerwca 1941. 10 stycznia 1941 w Berlinie został zawarty kolejny niemiecko-radziecki układ gospodarczy.
13 kwietnia 1941 ZSRR i Japonia podpisały pakt o nieagresji, z ważnością do 13 kwietnia 1946. Japońscy przywódcy podczas tajnej konferencji w Tokio 2 lipca 1941 postanowili nie włączać się do wojny z ZSRR, dopóki nie nastąpi całkowita klęska Armii Czerwonej. Jesienią 1941 do paktu trzech przystąpiła Finlandia. 11 grudnia 1941 Niemcy, Włochy i Japonia podpisały układ uzupełniający do paktu trzech, w którym zobowiązały się do niezawierania separatystycznego układu o rozejmie lub pokoju i prowadzenia wojny z Wielką Brytanią oraz USA do zwycięskiego końca, do stworzenia „nowego, sprawiedliwego ładu w duchu paktu trzech”.
Odpowiedzią aliantów na zawarcie paktu były Karta Atlantycka (1941) i Deklaracja Narodów Zjednoczonych (1942).

## Literatura, linki
- Ian Kershaw, Punkty zwrotne. Decyzje, które zmieniły bieg drugiej wojny światowej, Kraków 2009, Wydawnictwo Znak, ISBN 978-83-240-1251-0
- Ian Kershaw, Hitler. 1936-1941 Nemesis, Dom Wydawniczy „Rebis”, Poznań 2002, ISBN 83-7301-197-8.
- Paul Johnson, Historia świata (od roku 1917), Londyn 1989, wyd. Polonia Book Fund, ISBN 0-902352-80-6
- Dreimächtepakt zwischen Deutschland, Italien und Japan vom 27 September 1940 (niem.)
- Patto tripartito. 213.140.23.57. [zarchiwizowane z tego adresu (2011-05-30)]. (wł.).
- Tekst paktu Trzech Mocarstw w: Kurier Częstochowski z 29 września 1940
- Three-Power Pact Between Germany, Italy, and Japan, Signed at Berlin, September 27, 1940 przekład ang.
- Pact Between the Axis Powers Barring a Separate Peace with the United States or Great Britian; December 11, 1941 przekład ang.